# Dia de Homens Trans e Pessoas Transmasculinas
O Dia Nacional de Luta e Resistência de Homens Trans e Pessoas Transmasculinas é uma data celebrada anualmente no dia 20 de fevereiro no Brasil, para visibilizar a transmasculinidade e abordar questões que afetam a população de homens trans.

## História
Em fevereiro, celebra-se o Mês da Visibilidade Transmasculina, em alusão ao primeiro Encontro Nacional de Homens Trans e Pessoas Transmasculinas, que aconteceu em 2015 na Faculdade de História e Geografia da USP, organizado pelo Instituto Brasileiro de Transmasculinidades (IBRAT).
Com apoio do Museu da Diversidade Sexual, a Cinemateca Brasileira realizou um evento em 2024 para retratar pessoas transmasculinas e homens trans. Também em 2024, a Defensoria Pública do Estado da Bahia organizou um mutirão de alistamento militar para quem retificou seu gênero legal para masculino.
A marcha transmasculina é um evento que aconteceu em 3 de março de 2024 na cidade de São Paulo, organizado pelo Ibrat, demarca nas ruas as existências e movimento de resistência e as demandas das pessoas transmasculinas, que sofrem com a invisibilidade e a violência.